# Primera Federación
La Primera Federación (precedentemente nota come Primera División RFEF) è la terza divisione del campionato spagnolo di calcio, la prima a livello semiprofessionistico, inaugurata nel 2021 per sostituire la Segunda División B.
La competizione decreta due campioni, che vengono promossi insieme alle due vincitrici dei play-off in Segunda División.

## Formato
Alla stagione 2024-2025 il campionato conta 40 squadre partecipanti, divisi su base geografica in due gironi, ognuno da 20 squadre.
Nella stagione regolare si gioca un campionato con andata e ritorno, per un totale di 38 giornate. Al termine di essi le vincenti dei due gironi sono automaticamente promosse in Segunda División, e giocano una finale per decretare la qualificazione al secondo turno della Coppa del Re e il titolo di campione, mentre le squadre classificate dal secondo al quinto posto in ognuno dei due gironi si qualificano per i play-off, che con una serie di turni ad eliminazione diretta decretano le altre due promozioni. Le ultime cinque classificate di ognuno dei due gironi sono invece retrocesse in Segunda Federación.
Al campionato possono partecipare le squadre riserve, ma non possono raggiungere la stessa serie della squadra principale.

## Storia
Nel 2020 la federazione calcistica della Spagna ha annunciato la creazione di tre nuove leghe, due di carattere semiprofessionistico e una dilettantistica. La Primera División RFEF è stata stabilita come nuovo terzo livello della piramide calcistica spagnola, mentre Segunda División RFEF e Tercera División RFEF hanno occupato rispettivamente il quarto e il quinto livello del campionato spagnolo.
Il 30 giugno 2022 la competizione è stata rinominata in Primera Federación.

## Partecipazioni per squadra
Sono 80 le squadre che hanno preso parte ad almeno una delle 5 edizioni della terze serie spagnola a partire dalla stagione 2021-22 fino alla 2025-26. In grassetto le squadre partecipanti all'edizione 2025-26.
- 5 volte:  Algeciras,  Celta Vigo B,  Gimnàstic,  Real M. Castilla,  Unionistas
- 4 volte:  Alcoyano,  Athletic Bilbao B,  Atlético Sanluqueño,  Barcellona B,  Leonesa,  Mérida AD,  Osasuna B,  Real Murcia,  Real Unión,  Sabadell
- 3 volte:  Alcorcón,  Antequera,  Arenteiro,  Atlético Baleares,  Atlético Madrid B,  Betis B,  Castellón,  Ceuta,  Cornellà,  Deportivo La Coruña,  Fuenlabrada,  Ibiza,  Intercity,  Linares Deportivo,  Lugo,  Ponferradina,  Racing Ferrol,  Rayo Majadahonda,  Real Sociedad B,  San Fernando CD,  SD Logroñés,  Siviglia Atlético,  Talavera de la Reina,  Tarazona,  Villarreal B,  Zamora FC
- 2 volte:  Amorebieta,  Badajoz,  Barakaldo,  Calahorra,  Córdoba,  Eldense,  FC Andorra,  Hércules,  Linense,  Marbella FC,  Ourense CF,  Pontevedra,  Recreativo Huelva,  Sestao River,  S.S. Reyes,  Teruel,  UD Logroñés
- 1 volta:  Albacete,  Arenas Getxo,  Cacereño,  CE Europa,

 Costa Brava,  Extremadura UD,  FC Cartagena,  Gimnástica Segoviana,  Granada B,  Guadalajara,  Inter de Madrid,  Juventud Torremolinos,  La Nucía,  Malaga,  Melilla,  Numancia,  Racing Santander,  Real Avilés,  Real Valladolid B,  Tenerife,  Tudelano,  UCAM Murcia,  Yeclano

## Partecipanti 2025-2026

### Gruppo 1
- Arenas Getxo
- Arenteiro
- Athletic Bilbao B
- Barakaldo
- Cacereño
- Celta Vigo B
- Guadalajara
- Lugo
- Mérida AD
- Osasuna B
- Ourense CF
- Ponferradina
- Pontevedra
- Racing Ferrol
- Real Avilés
- Real M. Castilla
- Talavera de la Reina
- Tenerife
- Unionistas
- Zamora CF

### Gruppo 2
- Alcorcón
- Algeciras
- Antequera
- Atlético Madrid B
- Atlético Sanluqueño
- Betis B
- CE Europa
- Eldense
- FC Cartagena
- Gimnàstic
- Hércules
- Ibiza
- Juventud Torremolinos
- Marbella FC
- Real Murcia
- Sabadell
- Siviglia Atlético
- Tarazona
- Teruel
- Villarreal B

## Albo d'oro
In grassetto la squadra vincente la finale.
| Stagione  | Vincitore Gruppo 1  | Vincitore Gruppo 2 | Vincitori dei play-off     |
| --------- | ------------------- | ------------------ | -------------------------- |
| 2021-2022 | Racing Santander    | FC Andorra         | Albacete Villarreal B      |
| 2022-2023 | Racing Ferrol       | Amorebieta         | Alcorcón Eldense           |
| 2023-2024 | Deportivo La Coruña | Castellón          | Córdoba Malaga             |
| 2024-2025 | Leonesa             | Ceuta              | FC Andorra Real Sociedad B |

## Vittorie per squadra
| Squadra             | Vittorie | Stagione  |
| ------------------- | -------- | --------- |
| Ceuta               | 1        | 2024-2025 |
| Deportivo La Coruña | 1        | 2023-2024 |
| Amorebieta          | 1        | 2022-2023 |
| Racing Santander    | 1        | 2021-2022 |